# 김유하 (레이싱 모델)
김유하(1983년 8월 30일 ~ )는 대한민국의 레이싱모델이다.

## 경력
- 2005년 : 서울모터쇼 GM 사브 모델
- 2006년 : 부산국제모터쇼 혼다 모델
- 2007년 : 서울모터쇼 BMW 모델
- 2008년 : 부산국제모터쇼
- 2008년 ~ 2009년 혼다 모델
- 2009년 : 서울모터쇼 쌍용자동차 메인모델
- 2010년 : CH티빙닷컴 슈퍼레이스 챔피언쉽 레이싱모델

## 수상
- 2007년 : 제1회 YTN스타 레이싱모델 선발대회 동상